# Fiat Industrial
Fiat Industrial Group est l'ancienne division véhicules industriels et commerciaux, machines agricoles, et engins de BTP de FIAT. Fiat Industrial a été scindé de Fiat S.p.A. le 3 janvier 2011. Basé à Turin, Fiat Industrial est détenu à 30,5 % par Exor, la holding de la famille Agnelli. Le groupe rassemble les camions et autobus Iveco, Irisbus, Astra, Magirus, les fabricants de machines agricoles et d'engins de chantier Case, New Holland, Steyr, Kobelco, les générateurs et moteurs de bateaux FPT Industrial. Fiat Industrial Group est coté à la Bourse de Milan et a réalisé en 2010 un chiffre d'affaires de 21.3 milliards d'euros pour un résultat net de 378 millions d'euros. 
Fiat Industrial a fusionné en 2013 avec sa filiale américaine, CNH Global, pour former la société de droit Néerlandais CNH Industrial dont le siège social est à Londres.

## Les différentes activités

### CNH Case New Holland
L'activité machines agricoles et de construction constitue la filiale CNH Case New Holland, dont les revenus 2010 se sont élevés à 11.9 milliards d'euros avec 28 831 collaborateurs employés. Les différentes marques sont Case Agriculture, Case Construction, New Holland Agriculture, New Holland Construction, Steyr et Kobelco. CNH est le premier constructeur mondial de matériels en agrégeant les machines agricoles et de BTP, le numéro 2 mondial pour les seules machines agricoles derrière John Deere et le numéro 3 pour les seuls engins de BTP, derrière Caterpillar et JCB. CNH est détenu à 88,9 %. 

### Iveco
L'activité camions et véhicules commerciaux constitue la filiale Iveco, avec ses marques Iveco, Astra, Irisbus, Heuliez Bus et Magirus. Iveco est spécialiste des poids lourds, véhicules spéciaux, transports de personnes Irisbus et Heuliez Bus, véhicules de lutte contre l'incendie Iveco Magirus et véhicules militaires Iveco Defence Vehicles. En Italie, Iveco (ex Fiat V.I.) ainsi que Astra SpA produisent des véhicules de chantier et des dumpers tandis que SIVI propose des véhicules spéciaux pour transports exceptionnels jusqu'à 740 tonnes. En Europe, Fiat est présent sur le marché avec ses filiales Iveco Allemagne (ex Magirus), Iveco France (ex Unic), Iveco Grande-Bretagne (ex Ford UK Trucks et Seddon Atkinson) et Iveco Espagne (ex Pegaso). Dans le reste du monde, on retrouve les marques Iveco-Otoyol en Turquie, UralAZ en Russie, Iveco Hongyan en Chine, Iveco Ashok Leyland en Inde, Iveco Australie (ex International). Fiat est également présent sur les marchés industriels de l'Argentine avec Iveco Argentina, du Brésil et du Venezuela. 
Le chiffre d'affaires 2010 s'est élevé à 8,3 milliards d'euros, et la filiale emploie 25 583 collaborateurs. Fiat Industrial a vendu en 2010 258 000 bus et camions, dont 78 300 en Europe de l'Ouest (Italie, France, Allemagne), 11 500 en Europe de l'Est, 39 800 dans le reste du monde, et 129 100 en Chine à travers deux coentreprises avec le chinois SAIC, à savoir Naveco détenue à 50 %, et SAIC Iveco Hongyan Commercial Vehicles détenue à 33,5 %. Iveco est détenu à 100 %.
La filiale Irisbus, division autocars et autobus de Iveco, est née en 1999 du regroupement des activités autobus d'Iveco et de Renault. Irisbus fabrique sa très large gamme dans de nombreux pays : Italie, Espagne, France Annonay, Argentine Cordoba, Brésil, Tunisie, Inde, Chine, Hongrie et République tchèque. 
Une autre filiale, le carrossier Heuliez Bus et propriété à 100% de Renault Bus, marque Premium du groupe et réservé au marché français, passe également sous pavillon Iveco à la suite de la revente de Renault Bus tout en conservant son indépendance commerciale jusqu'au 1er mai 2021, date à laquelle les équipes commerciales de HEULIEZ et Iveco France ont fusionné.

### FPT Industrial
FPT Industrial produit des moteurs pour les poids lourds, les machines agricoles et engins de chantier, des moteurs de bateaux, des générateurs, mais aussi des boites de vitesses et des essieux. Ses ventes sont d'abord destinées à Iveco (34 %), CNH (23 %) et une filiale de véhicules commerciaux légers Sevel (25 %). Le chiffre d'affaires s'est élevé à 2,4 milliards d'euros en 2010 et la filiale emploie fin 2010 7 707 collaborateurs. FPT Industrial est détenu à 100 %.

### La répartition géographique de l'activité
La répartition géographique de l'activité de Fiat Industrial a été en 2010 : 
| Zone géographique  | Chiffre d'affaires | Collaborateurs | Usines | Centres de R&D |
| ------------------ | ------------------ | -------------- | ------ | -------------- |
| Italie             | 11,7 %             | 29,2 %         | 16     | 13             |
| Europe hors Italie | 32,1 %             | 36,2 %         | 25     | 21             |
| Amérique du Nord   | 24,4 %             | 15,7 %         | 11     | 13             |
| Mercosur           | 17,3 %             | 12,8 %         | 8      | 4              |
| Reste du Monde     | 14,5 %             | 6,1 %          | 8      | 4              |